# Brachydiastylis resima
Brachydiastylis resima är en kräftdjursart som först beskrevs av Henrik Nikolai Krøyer 1846.  Brachydiastylis resima ingår i släktet Brachydiastylis och familjen Diastylidae. Arten är reproducerande i Sverige. Inga underarter finns listade i Catalogue of Life.

## Bildgalleri

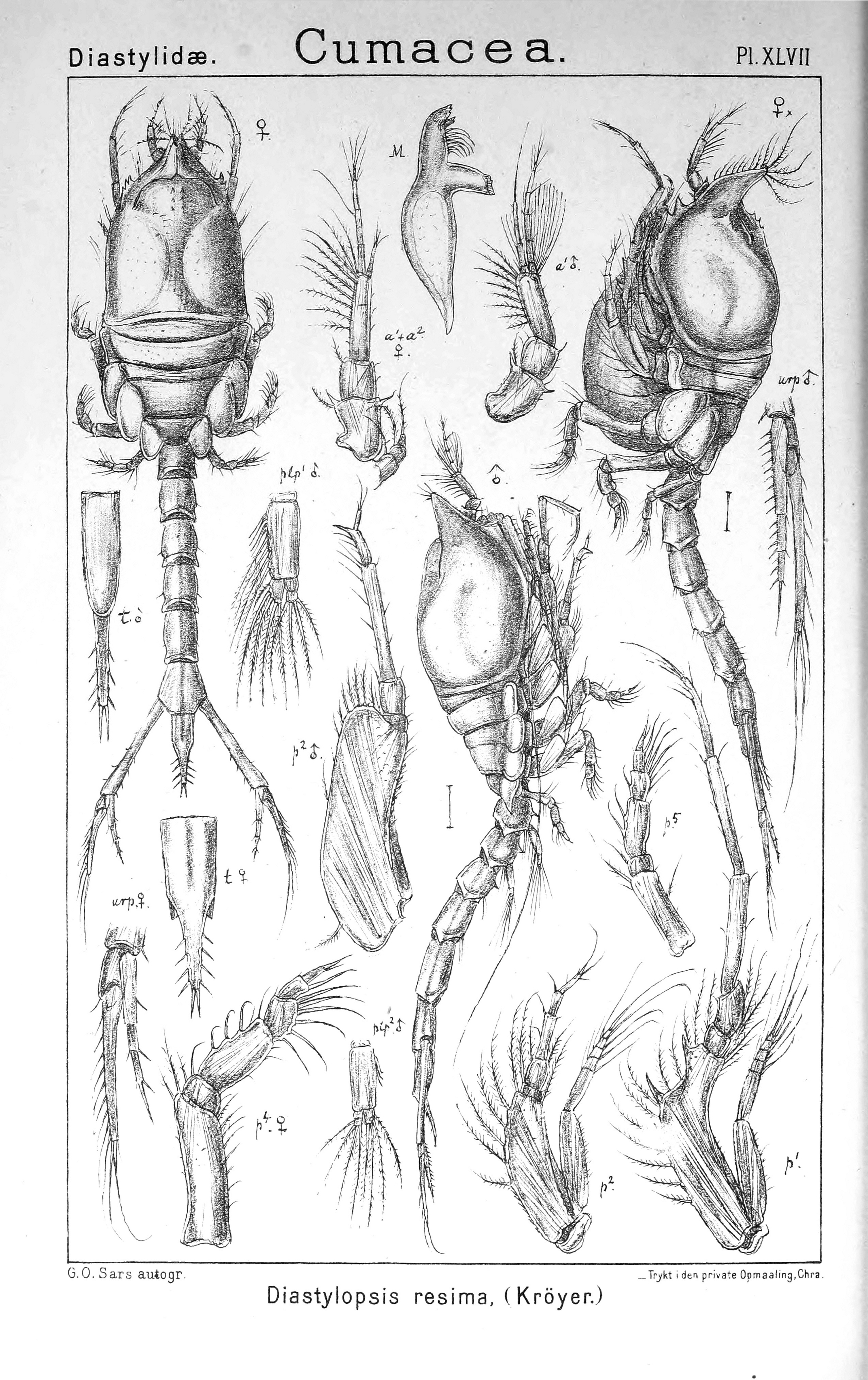